# Římskokatolická farnost Stará Říše
Římskokatolická farnost Stará Říše je územní společenství římských katolíků v rámci telčského děkanství, v brněnské diecézi, s farním kostelem Všech svatých.

## Historie farnosti
První písemná zmínka o Staré Říši pochází z roku 1257. Tehdy biskup Bruno rozhodl o ustanovení kněze novoříšským konventem. Farní kostel Všech svatých byl postaven v polovině 18. století. 

## Duchovní správci
Souvislý přehled duchovních správců je znám od začátku 17. století. Nejčastěji šlo o premonstrátské kněze z novoříšského kláštera. V letech 1990 až 1997 zde jako farář působil biskup skryté církve Siard Ivan Klement OPraem. Od 1. ledna 2010 byl administrátorem excurrendo P. Mgr. Siard Kamil Novotný, OPraem., převor kláštera premonstrátů v Nové Říši. Toho od 1. srpna 2019 vystřídal R. D. Mgr. Marian Rudolf Kosík, OPraem., novoříšský opat. Dne 1. srpna 2023 se stal administrátorem farnosti R. D. Mgr. Bc. Petr Pavel Severin, OPraem.

## Bohoslužby
| Kostel        | Místo      | Bohoslužba (den)    | Hodina                         | Poznámka     |
| ------------- | ---------- | ------------------- | ------------------------------ | ------------ |
| Všech svatých | Stará Říše | neděle středa pátek | 9.30 17.30 (zima)/19.00 (léto) | farní kostel |

## Aktivity ve farnosti
Dnem vzájemných modliteb farností za bohoslovce a bohoslovců za farnosti brněnské diecéze je 15. duben. Adorační den připadá na 15. května.
Ve farnosti se pravidelně koná tříkrálová sbírka. V roce 2017 se při ní vybralo 34 805 korun.